# Rich Hill Township (Missouri)
Rich Hill Township est un ancien township, situé dans le comté de Livingston, dans le Missouri, aux États-Unis,.
Le township est fondé en 1872 et baptisé en référence à ses terres fertiles.

### Source de la traduction
- (en) Cet article est partiellement ou en totalité issu de l’article de Wikipédia en anglais intitulé « Rich Hill Township, Livingston County, Missouri » (voir la liste des auteurs).